# Луїджі Ді Майо
Луїджі Ді Майо (італ. Luigi Di Maio; нар. 6 липня 1986, Авелліно, Кампанія, Італія) — італійський підприємець і політик. Колишній член Руху п'яти зірок. Засновник та лідер політичної партії «Разом заради майбутнього». Міністр закордонних справ Італії з 5 вересня 2019 до 22 жовтня 2022 року.
З 1 червня 2018 до 5 вересня 2019 — віцепрем'єр-міністр Італії та міністр економічного розвитку, праці та соціальної політики.

## Біографія
У 2004 р. закінчив класичний ліцей імені Вітторіо Імбріані в Помільяно-д'Арко і вступив на інженерний факультет Неаполітанського університету, пізніше перевівся на юридичний факультет. У 2006 р. заснував в університеті асоціацію студентів-юристів, увійшов до ради факультету і став президентом студентської ради. Ді Майо працював вебмайстром, володіє 50 % будівельної компанії Ardima S.R.L. в Помільяно-д'Арко, але не бере участь в управлінні нею. У 2007 р. приєднався до Руху п'яти зірок.
У 2010 р. Ді Майо невдало балотувався до комунальної ради Помільяно-д'Арко, на парламентських виборах у 2013 р. був обраний до Палати депутатів XVII скликання, а 21 березня 2013 р. став одним з чотирьох заступників голови палати (у віці 26 років він виявився наймолодшим в історії Італії володарем цієї посади).

### Парламентські вибори 2018 року

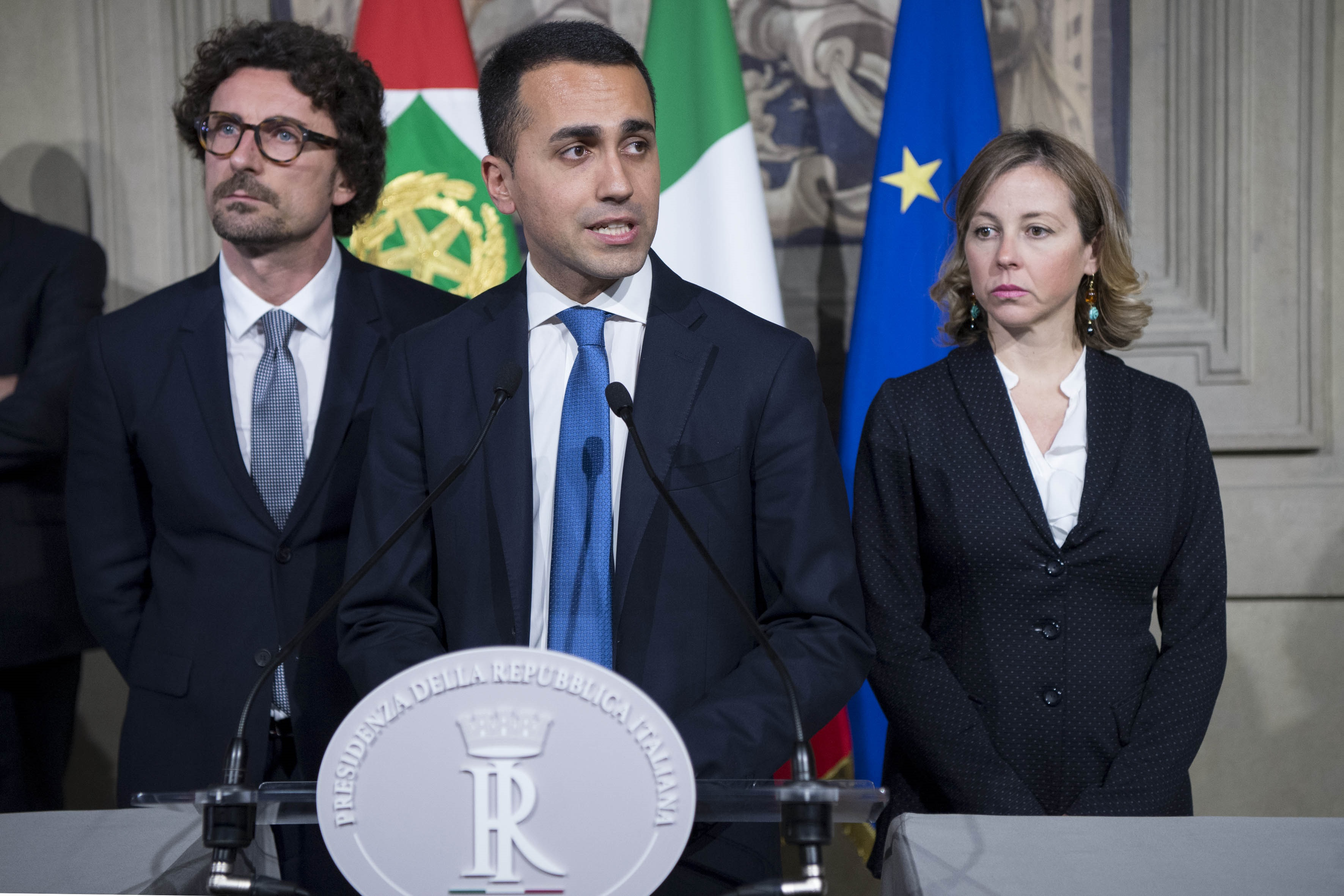
Ді Майо з Тонінеллі та Грілло

23 вересня 2017 р. за підсумками онлайн-голосування Ді Майо був обраний кандидатом Руху п'яти зірок на посаду прем'єр-міністра в разі перемоги на наступних парламентських виборах.
У січні 2018 року публічний характер набули розбіжностей між Ді Майо та засновником Руху п'яти зірок Беппе Грілло: на відміну від молодого висуванця, Грілло відкидав можливість вступу об'єднання до якоїсь урядової коаліції після призначених на березень парламентських виборів. Тим не менш, 20 січня обидва опублікували у Фейсбуці заяву про відсутність конфлікту та відданість їхній колишній політиці відмови від політичних альянсів.
1 березня 2018 року Ді Майо представив список можливих міністрів свого майбутнього уряду, в якому Альфонсо Бонафеде значився міністром юстиції, Паола Джаннетакіс — міністром внутрішніх справ, Емануела Дель Ре — міністром іноземних справ, Елізабетта Трента — міністром оборони, а Джузеппе Конте — міністром державної служби.
4 березня 2018 року відбулися парламентські вибори, які принесли Руху першу в його історії відносну перемогу — з результатом 32 % він отримав найбільшу підтримку серед партій, поступившись лише правоцентристській коаліції (37 %).
4 та 5 квітня відбувся перший безрезультатний раунд консультацій щодо формування уряду, за підсумками якого Ді Майо відкинув можливість коаліції з партією Берлусконі Вперед, Італія, і говорив лише про ймовірність союзу Руху або з Лігою Півночі, або з Демократичною партією
27 травня 2018 року президент Матарелла відмовився затвердити узгоджений між Рухом П'яти зірок та Лігою Півночі склад уряду на чолі з Джузеппе Конте, і той склав із себе повноваження щодо формування коаліційного кабінету, після чого Ді Майо заговорив про імпічмент глави держави.
31 травня Ді Майо та Сальвіні погодили компромісний варіант коаліційного уряду під головуванням Конте, . Маттарелла погодився з цією пропозицією і на 1 червня призначено присягу нового кабінету, в якому Ді Майо отримав портфель міністра праці та економічного розвитку, а також посаду заступника прем'єр-міністра.

### В урядах Джузеппе Конте
У перші ж дні роботи Ді Майо на міністерській посаді стався його новий конфлікт з Беппе Грілло — той запропонував розбити парк на місці підприємств сталеливарної компанії Ilva, які забруднюють довкілля, вирішення природоохоронних проблем якої записано в коаліційний контракт уряду, але Ді Майо публічно назвав цю позицію лише особистою думкою засновника П'яти зірок (уряд розглядає плани екологічної реабілітації місцевостей за збереження виробництва).
7 серпня 2019 Ліга Півночі пішла на розрив урядової коаліції, проваливши в Сенаті законопроєкт Руху п'яти зірок про заборону будівництва швидкісної залізниці Турин-Ліон, а 9 серпня колишні партнери поставили на голосування в Сенаті питання про довіру уряду Конте. 20 серпня, не чекаючи вотуму недовіри, Джузеппе Конте пішов у відставку, і урядова криза перейшла у вирішальну фазу.
26 серпня відбувся черговий раунд переговорів Ді Майо з лідером Демократичної партії Нікола Дзінгаретті (протягом усіх цих днів лідер П'яти зірок категорично наполягав на єдино можливому для нього варіанті виходу з кризи — формуванні другого уряду на чолі з Джузеппе Конте).
4 вересня 2019 року Джузеппе Конте сформував свій другий уряд, заснований на союзі Р5З з ДП (Ді Майо отримав портфель міністра закордонних справ), і 5 вересня новий кабінет склав присягу.
22 січня 2020 року на конференції керівників регіональних відділень Р5З у римському Храмі Адріана Ді Майо оголосив про свою відставку з посади політичного лідера Руху.

### В уряді Маріо Драґі
13 лютого 2021 року склав присягу уряд Драґі, в якому Ді Майо зберіг колишню посаду.
28 серпня 2021 року Ді Майо зустрів в аеропорту Рим-Ф'юмічіно останній італійський військово-транспортний літак з Афганістану і того ж дня повідомив у своєму Твіттері, що Італія вивезла із захопленої Талібаном країни 5 тисяч біженців — більше, ніж будь-яка інша європейська країна.

### Вихід із Руху 5 зірок та подальші події
21 червня 2022 року Луїджі Ді Майо заявив, що залишає свою партію «Рух 5 зірок». Тижнем раніше він звинуватив лідера «Руху 5 зірок» та колишнього прем'єр-міністра Джузеппе Конте у підриві зусиль уряду щодо підтримки України та ослаблення позицій Риму в Європейському Союзі..
|  | Ми обов'язково мали вибрати, з якого боку історії перебувати – на боці України, на яку напали, чи на боці агресора Росії. Позиції деяких лідерів Р5З ризикували послабити нашу країну |

За словами Ді Майо, він сформує нову парламентську групу, яка підтримуватиме уряд прем'єр-міністра Маріо Драґі.
За даними італійських ЗМІ, понад 60 депутатів залишили «Рух 5 зірок» та приєдналися до нової групи Ді Майо. Таким чином, із 227 парламентаріїв «п'ятірки» (155 у Палаті депутатів та 72 у Сенаті) понад чверть залишили партію.
22 червня голова Палати депутатів Роберто Фіко зачитав список нової фракції «Разом заради майбутнього» (Insieme per il futuro), до якої увійшло 54 депутати.
На парламентських виборах 2022 року партія здобула лише 0,6 % голосів виборців, а Ді Майо втратив місце в парламенті. 23 жовтня 2022 року Ді Майо покинув керівництво партії.

## Особисте життя
Батько Луїджі Ді Майо, Антоніо, був активістом неофашистського Італійського соціального руху і пізніше — Національного альянсу.

## Нагороди
- Орден князя Ярослава Мудрого III ст. (Україна, 23 серпня 2022) — за значні особисті заслуги у зміцненні міждержавного співробітництва, підтримку державного суверенітету та територіальної цілісності України, вагомий внесок у популяризацію Української держави у світі.[7]